# Лос-Анджелеська історія
Лос-Анджелеська історія (англ. L.A. Story) — комедійний фільм 1991 року. Сюжет фільму розповідає про синоптика (Мартін), який намагається знайти кохання в Лос-Анджелесі. Фільм вийшов на екрани 8 лютого 1991 року і отримав загалом позитивні відгуки критиків.

## Сюжет
«Людині настрою» — синоптику Гаррісу — набридла робота на телебаченні, божевільні ритми Лос-Анджелеса і взагалі все на світі. Єдина радість — романтична зустріч з англійською журналісткою, яка повертає йому любов до життєрадісного хаосу великого міста.